# Abfindung
Abfindung ist ein unbestimmter Rechtsbegriff, der allgemein eine einmalige Leistung zur Abgeltung von Rechtsansprüchen bezeichnet, die meist in Form einer Geldzahlung oder der Überlassung anderer Vermögensgegenständen abgegolten werden. Eine Abfindung in diesem Sinne ist zu unterscheiden von einfachen einmaligen Schadensersatzzahlungen (teils auch als „Abfindung“ bezeichnet), die zum Ausgleich eines Schadens (also nicht zur Abgeltung anderer Rechtsansprüche) gezahlt wird.

## Privatrecht
Abfindungen werden gezahlt zur Abgeltung von
- gesellschaftsrechtlichen Ansprüchen beim Ausscheiden aus einer Gesellschaft im Weg der Auseinandersetzung (Liquidation)
- Erbansprüchen bei Auseinandersetzung einer Erbengemeinschaft oder beim Erbverzicht
- familienrechtlichen Unterhaltsansprüchen
- haftungs- und versicherungsrechtlichen Ansprüchen, vor allem bei unfallbedingten Personenschäden.

## Arbeitsrecht
Im Arbeitsrecht ist der Hauptfall einer Abfindung die Zahlung einer Abfindung für den Verlust des Arbeitsplatzes.

## Sozialrecht
Funktion ist die Abgeltung von
- vorläufigen Renten und kleinen Dauerrenten der Unfallversicherung
- bei manchen Auslandsrenten
- bei der Witwen-(Witwer-)Rente bei Wiederverheiratung.

## Aktienrecht
Abfindungen werden gezahlt, wenn eine Gesellschaft in eine andere eingegliedert wird. Der Aktionär der eingegliederten Gesellschaft erhält hierfür eine Vergütung (börsensprachlich: Abfindung) in Form von Aktien der übernehmenden Gesellschaft oder bar. Zum Wesen der Abfindung im Gesellschaftsrecht gehört es, dass Zahlungsverpflichteter ausschließlich die Gesellschaft selbst ist. Sind hingegen die übrigen Gesellschafter statt der Gesellschaft verpflichtet, spricht man von einem Anspruch auf Zahlung eines Auseinandersetzungsguthabens.     